# Na zakręcie (film 2004)
Na zakręcie (ang. Around the Bend) – amerykański film obyczajowy z 2004 roku w reżyserii Jordana Robertsa.

## Główne role
- Michael Caine - Henry Lair
- Jonah Bobo - Zach Lair
- Josh Lucas - Jason Lair
- Glenne Headly - Katrina
- Christopher Walken - Turner Lair
- David Eigenberg - John
- Gerry Bamman - Albert
- Norbert Weisser - Walter
- Laurie O'Brien - Ruth
- Kathryn Hahn - Sarah

## Fabuła
Czterej mężczyźni (ojciec, syn, wnuk i prawnuk) spotykają się po wielu latach. Trzej najstarsi zostali ojcami w bardzo młodym wieku. Henry najstarszy przed śmiercią prosi, by pochowali go w Nowym Meksyku. Pozostali wyruszają w podróż, podczas której poznają historię swego rodu.

## Nagrody i nominacje
Nagroda Satelita 2004
- Najlepszy aktor drugoplanowy w dramacie - Christopher Walken